# Monte Carlo Country Club
Il Monte Carlo Country Club (MCCC) è la sede del torneo del Masters di Monte-Carlo dell'ATP. È anche la sede dell'Accademia di Tennis di Monte-Carlo.
Nonostante il suo nome, non si trova a Monte Carlo e nemmeno nel Principato di Monaco: è situato infatti nel comune di Roquebrune-Cap Martin, nel dipartimento delle Alpi Marittime, in Francia.

## Struttura
Il Monte Carlo Country Club è costituito da 21 campi da tennis in terra rossa e 2 in terreno in acrilico. Inoltre il Monte Carlo Country Club dispone anche di un tavolo da biliardo per praticare lo snooker, una piscina riscaldata di 25 metri, due saloni per giocare a bridge, due strutture coperte per praticare lo squash, un campo per imparare a giocare a golf, una Spa e una palestra.

## Spettatori
Nell'edizione 2015 del Monte-Carlo Rolex Masters è stato raggiunto il numero di massimo di spettatori, ben 134.795 nell'arco di una settimana.